# مولدوفا في الألعاب الأولمبية
مولدوفا في الألعاب الأولمبية تقوم اللجنة الأولمبية الوطنية لجمهورية مولدوفا بالإشراف في شؤون مشاركات مولدوفا في الألعاب الأولمبية، أول مشاركة لمولدوفا في الألعاب الأولمبية كانت في دورة 1996 في أتالانتا في الولايات المتحدة كما شاركت في السابق مع فريق روسيا القيصرية وثم رومانيا وثم الإتحاد السوفييتي وثم الفريق الأولمبي الموحد في دورة 1992 ،وقد تمكنت مولدوفا حتى الآن من الفوز ب7 فضيتان و5 برونزيات ولم تتمكن من الفوز بأي ميدالية ذهبية حتى الآن، أكثر الرياضات التي تنافس فيها مولدوفا هي الملاكمة والمصارعة والتجديف ورفع الأثقال والرماية. في الألعاب الأولمبية الشتوية شاركت مولدوفا لأول مرة في الألعاب الأولمبية الشتوية 1994 ولم تفز حتى الآن بأي ميدالية.